# Bento das Mercês
Bento Fernandes das Mercês (Minas Gerais ?, 1804/1805 — Rio de Janeiro, 12 de julho de 1887) foi um cantor, copista e arquivista ativo no Brasil.
Pouco se sabe de sua vida. Em 1846 foi nomeado copista da Capela Imperial, em 1849 é registrado como cantor da Capela, em 1855 foi nomeado arquivista e impressor de música da Capela e da Casa Imperial, e em 1862 mestre-de-capela honorário. Permaneceria ligado à Capela até falecer. Hoje é mais lembrado pela coleção de cerca de 100 manuscritos musicais que foram encontrados em seu poder por ocasião de sua morte, talvez emprestados pela Capela para cópia, restauro ou catalogação. Parte da coleção foi devolvida à Capela e hoje se encontra depositada nos arquivos do Cabido Metropolitano do Rio de Janeiro, e a parte principal foi adquirida em 1898 pelo Governo Brasileiro e entregue para guarda do Instituto Nacional de Música, compondo a Coleção Bento das Mercês.
O conjunto original de manuscritos recebeu a denominação Coleção Gabriela Alves de Sousa, sobrinha, afilhada e herdeira de seu tio. É tida como uma das principais coleções musicais de seu tempo no Brasil e continha a maior reunião de peças de José Maurício Nunes Garcia, de cuja obra Mercês foi destacado promotor. Também continha obras de José Batista Lisboa, Francisco Manuel da Silva, João dos Reis Pereira e Francisco da Luz Pinto.